# Service des droits des femmes et de l'égalité entre les femmes et hommes
Le Service des droits des femmes et de l'égalité entre les femmes et les hommes (SDFE) est l'administration chargée de mettre en œuvre la politique du ministère de l'Égalité entre les femmes et les hommes, de la Diversité et de l'Égalité des chances,.

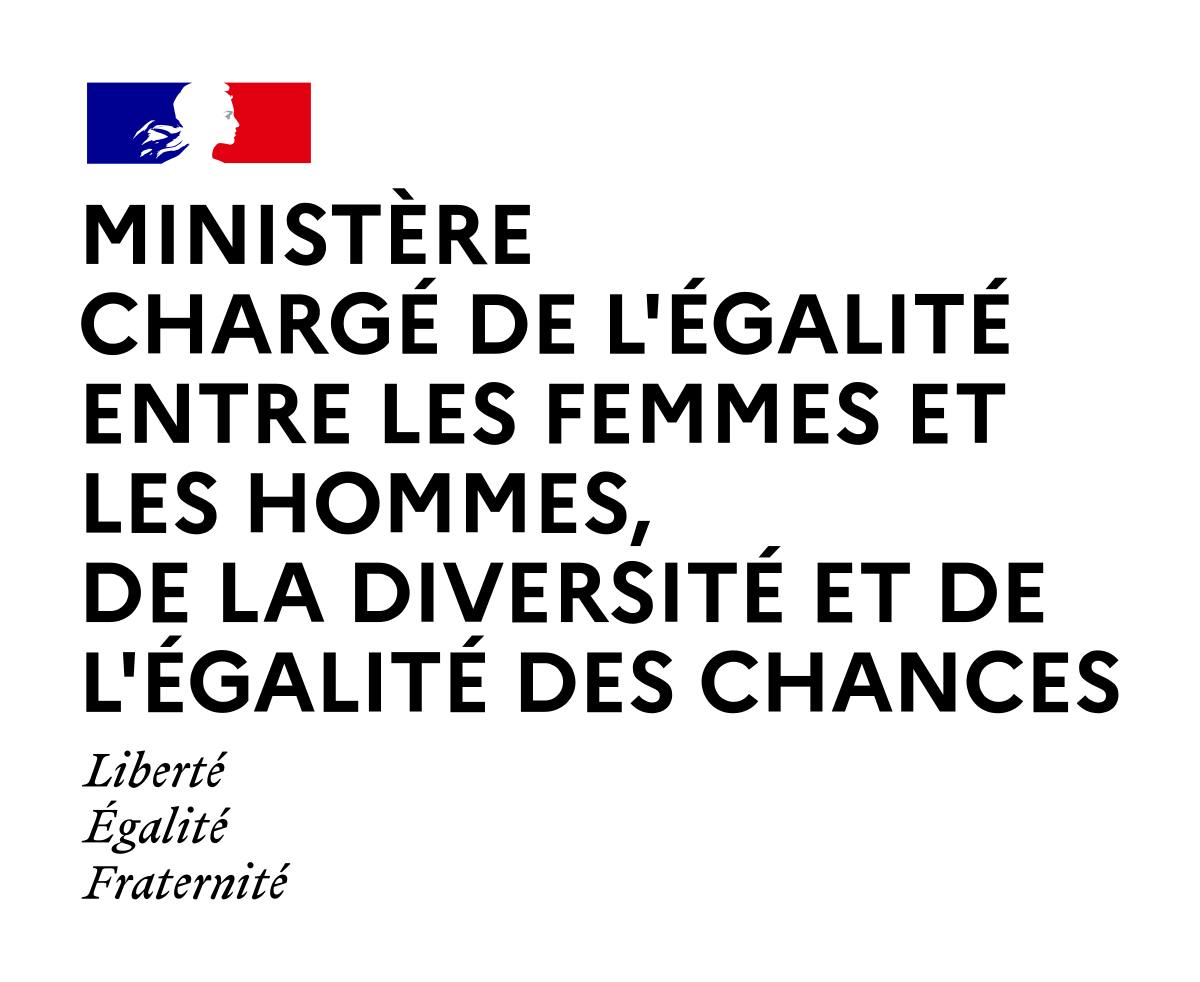

Le SDFE est rattaché à la direction générale de la Cohésion sociale (DGCS) du ministère des Solidarités et de la Santé. Il a pour mission d'engager, de piloter, de mettre en œuvre et de promouvoir la politique interministérielle pour l'égalité entre les femmes et les hommes. 

## Historique

### Contexte
En France, la promotion du statut des femmes prend appui sur une structure complexe du fait de la multiplication des instances consultatives et des changements fréquents d’appellation, de rang et de statut de la fonction ministérielle dédiée aux femmes. 
Créée en 1965, le Comité du travail féminin (initialement « Comité d’étude et de liaison des problèmes du travail féminin ») a un caractère consultatif, et est remplacé en 1984 par un Conseil supérieur de l’égalité professionnelle. 
En 1995, une autre instance à caractère consultatif a été créée, l’Observatoire de la parité.
Parallèlement, depuis 1974 et la nomination de Françoise Giroud comme secrétaire d’État à la Condition féminine, se sont succédé par intermittence au sein des gouvernements des fonctions ministérielles d’un rang le plus souvent secondaire (secrétaires d’État, déléguées), sous des appellations variables (« condition féminine », « droits des femmes », « parité », etc.). 
Sous l’impulsion d’Yvette Roudy (ministre des Droits de la femme de 1981 à 1986), se met progressivement en place une administration centrale chargée des droits des femmes. Ce Service des droits des femmes, qui regroupe actuellement 50 personnes, vient chapeauter une administration déconcentrée (180 personnes) dont le développement était amorcé depuis le milieu des années 1970 (déléguées régionales et chargées de mission départementale). 
Ont par ailleurs été créées en 1999 et 2000 des délégations parlementaires aux droits des femmes au sein des deux assemblées (Assemblée nationale et Sénat) et du Conseil économique, social et environnemental,.
Enfin, les Centres d’information sur les droits des femmes (CIDF), au statut hybride (mi-associatif, mi-étatique), viennent compléter cet éventail de dispositifs institutionnels voués à la promotion des droits des femmes.

### Historique du SDFE
Le service des droits des femmes est intégré en 2010 à la direction générale de la Cohésion sociale (DGCS) du ministère chargé des Affaires sociales.